# 서울재즈아카데미

## SJA실용전문학교(前서울재즈아카데미)
SJA실용전문학교(서울재즈아카데미)는 1995년 9월 1일 설립되었다. SJA실용전문학교(서울재즈아카데미)의 개교당시 신입생 숫자는 550명이었고, 약 8천여명의 졸업생을 배출해냈다. 대학로에 위치했던 SJA실용전문학교는 2021년도에 서울시 마포구 와우산로25길 6에 위치한 웨스트브릿지로 이전하였다.

밴드 히식스의 멤버였던 김홍탁 원장이 은퇴하면서, 2011년 12월 15일 김창호가 대표로 취임했다.  대학로 89에 위치했으며, 학생수는 약 600명, 교직원은 약 100명에 달한다.

## 버클리음대
SJA실용전문학교(서울재즈아카데미)는 보스턴에 위치한 버클리음대와 1998년 자매결연을 맺어 BIN(Berklee International Network)의 회원이 되었다. 

BIN은 버클리가 정보공유, 학점인정 등을 위해 협약을 체결한 음악 교육 기관들의 네트워크로써, 전세계 19개의 교육기관이 가입되어 있다. 

대한민국에는 SJA실용전문학교(서울재즈아카데미)가 글로벌 파트너이다. 

SJA실용전문학교(서울재즈아카데미)의 정규과정과 빈트랙 프로그램을 이수하면 버클리 입학시 최대 59학점을 취득할 수 있다. 

매년 가을마다 버클리 교수진과 입학 사정관이 SJA실용전문학교(서울재즈아카데미)로 직접 와서 입학 오디션과 면접을 진행하고있다.

## 교육과정
1. 정규과정
- 기악과
- 보컬과
- 작편곡과
- 필름스코어링과
- 사운드엔지니어링과

2. 빈트랙

화성학, 즉흥연주, 앙상블, 재즈화성학, 시창청음, 전공실기 등 다양한 수업을 통하여 입시준비와 함께 버클리음대 학점취득까지 (최대62학점) 가능한 효율적인 프로그램

3. 학사과정

학점은행제로 교육부에서 인정하는 2년제 전문학사와 4년제 학사 학위 취득이 가능한 프로그램.

4. 입시반
- 국내입시반: 국내 대학을 목표로 입시 준비
- 해외유학반: 해외 대학을 목표로 입시 준비

5. 기초/주말반
- 그룹레슨, 이론, 앙상블 수업으로 진행됨

6. 단과반
- 프로툴 자격증 (PT 100 Level)
- 로직

7. 국비과정
1. 무대예술전문인(무대음향3급)자격증 취득과정
2. 무대음향3급자격증 3차 실기과정
3. 음향제작기술, 엔지니어링 실무과정
4. 레코딩 엔지니어 믹싱, 마스터링 향상과정
5. 뮤직비즈니스 실무자 양성과정
6. 영상음악제작 실무과정
7. DAW(에이블톤라이브)활용한 사운드제작 과정
8. 게임 효과음 사운드 제작 과정
9. 작편곡을 위한 재즈 화성학 (기초/응용)

8. 개인레슨 : 보컬, 피아노, 기타, 드럼, 베이스, 색소폰, 통기타, 바이올린, 미디, 작곡 등

## 강사진
- 김기표(마스터클래스), 한현우(베이스), 조현정(피아노), 이승준(화성학), 김세훈(프루툴,DAW,뮤직프로덕션), 양지현(기초건반), 이근직(편곡법,프로덕션), 이강욱(실용음악사,뮤직프로덕션), 이정훈(필름스코어링), 신소이(보컬), 이길상(보컬), 전원준(피아노), 박선영(기타), 김종민(기타), 옥진우(기타), 최재혁(베이스), 양영호(베이스), 정양호(드럼), 유수희(드럼), 마뉴엘(드럼), 안주성(전자음악), 김율수(전자음악), 이유철(색소폰), 신영하(트럼펫), 백나영(바이올린)

## 시설
2021년 홍대로 이전 한 SJA실용전문학교(서울재즈아카데미)는 지하 3층, 지상 4층 규모의 대형 음악전문학원입니다.
- 좌석 160석, 스탠딩 300명의 웨스트브릿지 라이브홀 공연장
- 아날로그와 디지털 콘솔이 구비된 녹음실
- 연습실: 87개
- 앙상블실: 8개
- 윈도우와 맥 기반의 랩실
- 학생 휴게실

## 동문
- 정재일(피아노, 작곡가) : 영화 기생충, 드라마 오징어게임OST, 미스터선샤인OST, 박효신, 김동률 앨범 등....너무 많음
- 강채리 (피아노): 버클리음대 최연소 총장 전액 장학금 수혜자.
- 김성근 (기타): 락밴드 럼블피쉬 1집 멤버. 기타 담당.(현재 탈퇴. 솔로 활동)
- 정성하 (기타): 어쿠스틱 핑거스타일 기타 영재로 유투브에서 센세이션을 불러 일으킨 장본인.
- 김태현 (드럼): 한예종 최연소 합격자로 사물놀이의 창시자 김덕수씨와도 협연.
- 길민지 (보컬): 버클리 졸업. 슈퍼스타K 슈퍼위크 진출자.
- 샤넌 (보컬/작곡): 영국계 가수이자 연기자.

## 웨스트브릿지
웨스트브릿지는 SJA실용전문학교(서울재즈아카데미)에서 서울 마포구 서교동에 설립한 토탈 뮤직 컴플렉스다.
- 공연장 160석 (스탠딩: 300)

## 주요 웹사이트
- SJA실용전문학교 공식 홈페이지
- SJA실용전문학교 페이스북 페이지
- 웨스트브릿지 공식 웹사이트
- 웨스트브릿지 페이스북 페이지